# Peso argentino (1983)
Il peso argentino è stato la valuta dell'Argentina tra il 6 giugno 1983 e il 14 giugno 1985. Era suddiviso in 100 centavo. Il simbolo era "$a". Il Codice ISO era "ARP".

## Storia
Il peso argentino sostituì il peso ley al cambio di 1 peso argentino = 10 000 peso ley, con una riforma innestata dalla giunta militare nella fase di transizione verso le elezioni democratiche dell'ottobre 1983. La delicata situazione politica interna, però, non riuscì a impedire la rapida caduta dell'unità nei cambi ufficiosi del mercato nero, e appena due anni dopo, nel 1985, fu a sua volta rimpiazzato dall'austral al cambio di 1 austral = 1 000 peso argentino.

## Monete
Nel 1983 furono emesse monete da 1, 5, 10 e 50 centavo.
Nel 1984 fu emesso nuovamente il 50 centavo, insieme alle monete da 1, 5 e 10 peso argentino. Nel 1985 furono coniate monete da 5, 10 e 50 peso argentino.
Le monete da 50 peso riportavano il testo "CINCUENTENARIO DEL BANCO CENTRAL" (Cinquantesimo anniversario della Banca Centrale).
| Serie 1983-1984 | Serie 1983-1984 | Serie 1983-1984   | Serie 1983-1984   | Serie 1983-1984      | Serie 1983-1984 | Serie 1983-1984 |
| Imagine         | Valore          | Parametri tecnici | Parametri tecnici | Descrizione          | Data di         | Data di         |
| Imagine         | Valore          | Diametro          | Composizione      | Diritto              | emissione       | decadenza       |
| --------------- | --------------- | ----------------- | ----------------- | -------------------- | --------------- | --------------- |
|                 | ¢1              | 17 mm             | Alluminio         | Libertà              | 1º giugno 1983  | 19 luglio 1985  |
|                 | ¢5              | 18 mm             | Alluminio         | Libertà              | 1º giugno 1983  | 19 luglio 1985  |
|                 | ¢10             | 19 mm             | Alluminio         | Libertà              | 1º giugno 1983  | 19 luglio 1985  |
|                 | ¢50             | 20 mm             | Alluminio         | Libertà              | 1º giugno 1983  | 19 luglio 1985  |
|                 | $a1             | 23 mm             | Alluminio         | Congresso nazionale  | 6 luglio 1984   | 19 luglio 1985  |
|                 | $a5             | 20 mm             | Ottone            | Buenos Aires Cabildo | 3 dicembre 1984 | 31 luglio 1991  |
|                 | $a10            | 21 mm             | Ottone            | Casa de Tucumán      | 3 dicembre 1984 | 31 luglio 1991  |
|                 | $a50            | 22 mm             | Alluminio-Bronzo  | Libertà              | 31 maggio 1985  | 31 luglio 1991  |

## Banconote
Nel 1983 il "Banco Central" emise banconote da 1, 5, 10, 50 e 100 peso argentino. Nel 1984 furono introdotte le banconote da 500, 1 000 e 5 000 peso argentino. Nel 1985 i tagli sotto i 50 peso argentino furono sostituiti con monete, e venne introdotta la banconota da 10 000 peso argentino.
| Serie 1983-1985 | Serie 1983-1985 | Serie 1983-1985       | Serie 1983-1985                             | Serie 1983-1985  | Serie 1983-1985  |
| Imagine         | Valore          | Descrizione           | Descrizione                                 | Data di          | Data di          |
| Imagine         | Valore          | Fronte                | Retro                                       | emissione        | ritiro           |
| --------------- | --------------- | --------------------- | ------------------------------------------- | ---------------- | ---------------- |
|                 | $a1             | José de San Martín    | Lago Nahuel Huapi                           | 1º giugno 1983   | 19 luglio 1985   |
|                 | $a5             | José de San Martín    | Monumento nazionale alla bandiera a Rosario | 1º giugno 1983   | 31 maggio 1987   |
|                 | $a10            | José de San Martín    | Cascate dell'Iguazú                         | 1º giugno 1983   | 31 maggio 1987   |
|                 | $a50            | José de San Martín    | Termas de Reyes (Jujuy)                     | 1º giugno 1983   | 31 maggio 1987   |
|                 | $a100           | José de San Martín    | Ushuaia                                     | 1º giugno 1983   | 31 maggio 1987   |
|                 | $a500           | José de San Martín    | Incontro prima della rivoluzione di maggio  | 22 maggio 1984   | 31 maggio 1987   |
|                 | $a1000          | José de San Martín    | Passaggio delle Ande                        | 31 ottobre 1983  | 30 novembre 1987 |
|                 | $a5000          | Juan Bautista Alberdi | Conferenza costituzionale del 1853          | 29 novembre 1984 | 30 novembre 1987 |
|                 | $a10000         | Manuel Belgrano       | Creazione della bandiera nazionale          | 3 aprile 1985    | 30 novembre 1987 |

All'introduzione dell'austral (15 giugno 1985), alcune banconote da 1 000, 5 000 e 10 000 peso argentino furono sovrastampate, rispettivamente, con "A 1" (1 austral), "A 5" (5 austral) e "A 10" (10 austral).